# Pyrrhopygini
Tribu
Sous-tribus de rang inférieur
- Pyrrhopygina
- Oxynetrina
- Passovina
- Zoniina

Les Pyrrhopygini sont une tribu de lépidoptères (papillons) de la famille des Hesperiidae et de la sous-famille des Pyrginae.
Ses espèces résident dans l'écozone néotropicale (Amérique centrale et Amérique du Sud), dans la forêt humide.
Les imagos sont relativement larges et voyants pour des Hesperiidae. Beaucoup ont une touffe d'écailles rouges à l'extrémité de l'abdomen.

## Systématique et taxinomie
La tribu des Pyrrhopygini a été décrite par le naturaliste français Paul Mabille en 1877.
Par la suite, ce taxon a longtemps été traité comme une sous-famille, sous le nom de Pyrrhopyginae.
À la fin des années 2000, une révision de la classification interne de la famille des Hesperiidae, fondée sur des caractères morphologiques et moléculaires, lui a redonné le rang de tribu au sein de la sous-famille des Pyrginae,.
Les Pyrrhopygini sont divisés en quatre sous-tribus :
- Pyrrhopygina Mabille, 1877
- Oxynetrina Mielke, 2001
- Passovina Mielke, 2001
- Zoniina Mielke, 2001

L'ancien rang de sous-famille (Pyrrhopyginae) est encore utilisé par certains auteurs, et les quatre sous-tribus ci-dessus ont alors le rang de tribus (Pyrrhopygini, Oxynetrini, Passovini, Zoniini).

## Liste des genres
Les Pyrrhopygini comportent environ 150 espèces, réparties dans les 35 genres suivants :
- Sous-tribu Passovina Mielke, 2001
  - Genre Azonax Godman & Salvin, [1893]
  - Genre Myscelus Hübner, [1819]
  - Genre Granila Mabille, 1903
  - Genre Passova Evans, 1951
  - Genre Aspitha Evans, 1951
- Sous-tribu Zoniina Mielke, 2001
  - Genre Zonia Evans, 1951
- Sous-tribu Oxynetrina Mielke, 2001
  - Genre Oxynetra C. & R. Felder, 1862
  - Genre Cyclopyge Mielke, 2002
- Sous-tribu Pyrrhopygina Mabille, 1877
  - Genre Pyrrhopyge Hübner, [1819]
  - Genre Yanguna Watson, 1893
  - Genre Gunayan Mielke, 2002
  - Genre Chalypyge Mielke, 2002
  - Genre Ochropyge Mielke, 2002
  - Genre Apyrrothrix Lindsey, 1921
  - Genre Melanopyge Mielke, 2002
  - Genre Jonaspyge Mielke, 2002
  - Genre Creonpyge Mielke, 2002
  - Genre Cyanopyge Mielke, 2002
  - Genre Elbella Evans, 1951
  - Genre Microceris Watson, 1893
  - Genre Parelbella Mielke, 1995
  - Genre Pseudocroniades Mielke, 1995
  - Genre Protelbella Mielke, 1995
  - Genre Nosphistia Mabille & Boullet, 1908
  - Genre Jemadia Watson, 1893
  - Genre Mimoniades Hübner, 1823
  - Genre Mimardaris Mielke, 2002
  - Genre Ardaris Watson, 1893
  - Genre Amenis Watson, 1893
  - Genre Sarbia Watson, 1893
  - Genre Metardaris Mabille, 1903
  - Genre Amysoria Mielke, 2002
  - Genre Mysoria Watson, 1893
  - Genre Mysarbia Mielke, 2002
  - Genre Croniades Mabille, 1903